# 周東彥
周東彥，台灣導演，作品橫跨電影、劇場多媒體設計等，畢業自國立台北藝術大學與英國中央聖馬丁藝術與設計學院，他執導的紀錄片曾兩度入圍金馬獎最佳紀錄片。
做為同性戀者，他的許多作品處理了男同志的情感焦慮與情慾探索，例如以交友軟體為主題的紀錄片《你找什麼？》，以及以大尺度拍攝三溫暖性愛場景的VR短片《霧中》等。

## 執導作品

### 紀錄片
- 2012年：《時間之旅》
- 2015年：《剩女，真的？》
- 2017年：《你找什麼？》

### 劇情短片
- 2020年：《霧中》
- 2021年：《吻》

## 獎項
| 年份   | 頒獎典禮         | 入圍獎項   | 作品           | 結果 |
| ------ | ---------------- | ---------- | -------------- | ---- |
| 2012年 | 第14屆台北電影獎 | 百萬首獎   | 《時間之旅》   | 提名 |
| 2012年 | 第49屆金馬獎     | 最佳紀錄片 | 《時間之旅》   | 提名 |
| 2017年 | 第19屆台北電影獎 | 百萬首獎   | 《你找什麼？》 | 提名 |
| 2017年 | 第54屆金馬獎     | 最佳紀錄片 | 《你找什麼？》 | 提名 |

## 外部連結
- 周東彥在互联网电影资料库（IMDb）上的資料（英文）
- 周東彥在台灣電影網上的資料（繁體中文）
- 周東彥的Instagram帳戶